# Cremeira
Cremeira é uma espécie de tigela utilizada para servir alimentos de sobremesa, geralmente doces, por exemplo, cremes e sorvetes. Pode também ser um tipo de recipiente que tem em sua tampa uma espécie de peneira que quando acionada para cima e para baixo muitas vezes faz com que o leite vire um creme. Muito utilizado para o preparo de cafés e capuccinos.